# 都市阳伞
都市阳伞（Metropol Parasol），俗称道成肉身广场的蘑菇（Las Setas de la Encarnación），是西班牙塞维利亚的一座木建筑，位于旧城的道成肉身广场（La Encarnación），由德国建筑师于尔根·迈耶-赫尔曼设计，2011年4月建成。。它有150米乘70米，高约26米，号称世界最大的木建筑。
該建築所在地原本是一個市場。都市阳伞共有四层。地下为Antiquarium，展出在此发现的罗马和摩尔遗址。一楼为中央市场。 二楼和三楼为全景露台和餐厅，可供观赏市中心景色。